# Сон Кан
У цьому корейському імені прізвище (Сон) стоїть перед особовим ім'ям.
Сон Кан (кор. 송강, 宋江, Song Gang, нар. 23 квітня 1994) — південнокорейський актор. Відомий головними ролями у телесеріалах: «Детектор кохання» (2019–21), «Милий дім» (2020), «Навіллера» (2021), «І все-таки» (2021), «Прогноз погоди й кохання» (2022) і «Мій коханий демон» (2023-2024). Відомий як «син Netflix», оскільки більшість його серіалів наявні на цій платформі для перегляду.

## Кар'єра

### 2017–18: Початок кар'єри
У 2017 році Кан дебютував як актор, виконавши роль другого плану в романтичному комедійному телесеріалі «Брехун і його коханка». У тому ж році він отримав роль в сімейній драмі «Чоловік на кухні». Він також знявся у двох музичних кліпах: «Sweet Summer Night» акустичного дуету The Ade та «Love Story» виконавиці Суран. 8 липня 2017 року його агентство Namoo Actors організувало фан-зустріч — «Знайомство з новачками» для Кана разом із О Син Хуном і Лі Ю Джіном.
Кан вів музичну програму «Inkigayo» каналу SBS з лютого по жовтень 2018 року разом із Мінґю з Seventeen і Чон Чхе Йон з DIA. Він також приєднався як постійний учасник у вар'єте-шоу «Виживання у селі, вісім». За ці дві роботи він був номінований на нагороду «Найкращий новий учасник» на Розважальній премії SBS 2018. У липні 2018 року Сон зробив свій дебют на великому екрані, зігравши роль у фентезійному фільмі «Красивий вампір».

### 2019–тепер: Зростання популярності та головні ролі

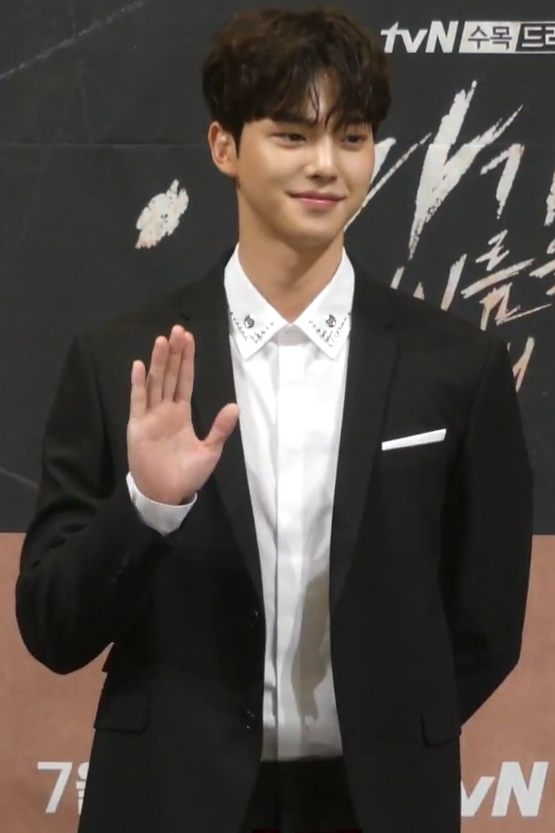
Кан на пресконференції для фільму «Коли диявол кличе твоє ім'я», липень 2019 року

У 2019 році Кан зіграв другорядну роль помічника Чон Кьон Хо у фантастичній мелодрамі «Коли диявол кличе тебе за ім'ям» каналу tvN. Потім він знявся в оригінальному романтичному серіалі Netflix «Детектор кохання», заснованому на популярному однойменному вебтуні. Кана обрали на його першу головну роль завдяки прослуховування, на якому брало участь 900 чоловік; він зіграв роль красивого старшокласника, який закохується в дівчину (Кім Со Хьон), яка була таємним коханням його найкращого друга. «Детектор кохання» була визнана одним із найкращих випущених проєктів Netflix у тому році та була продовжена на другий сезон. Його остання поява того року відбулася у музичному відео «Call Me Back» виконавця Vibe.
Кан став відомою зіркою у 2020 році, коли знявся в оригінальному апокаліптичному серіалі жахів «Милий дім» сервісу Netflix, що заснований на однойменному вебтуні. Він пройшов прослуховування на роль у серіалі за рекомендацією Лі Ин Бока, режисера серіалу «Детектор кохання». Його роллю був Чха Хьон Су, схильний до самогубства старшокласник, який разом із групою одноквартирників намагається пережити апокаліпсис, який перетворює людей у монстрів. Відгуки критиків про серіалу були неоднозначними, але зібрали широку міжнародну аудиторію. Через місяць після випуску серіалу видання Variety повідомило, що його переглянули 22 мільйонів підписників Netflix. На 57-й церемонії Премії мистецтв Пексан Кан отримав номінацію у категорії «Найкращий акторський дебют — Телебачення».
У 2021 році він повернувся до своєї ролі Хван Сун О у другому сезоні «Детектор кохання», який вийшов 12 березня на Netflix. Потім він з'явився в серіалі «Навіллера» каналу tvN, який адаптований на основі однойменного вебтуну. Він зіграв студента балету, який має труднощі в житті через невирішені проблеми з батьком і намагається підтримувати себе, працюючи на підробітках. Кан півроку брав уроки балету, щоб краще зобразити свого героя. Пізніше того ж року Кан знявся в іншій екранізації вебтуну «І все-таки», романтичній драмі JTBC, разом із Хан Со Хі.
З точки зору рекорду глядацької аудиторії, 2021 рік вважається успішним для Кана, оскільки «Милий дім», «Детектор кохання» та «І все-таки» зуміли посісти 5-е, 6-е та 8-е місце відповідно серед найпопулярніших K-драм Netflix у всьому світі.
У 2022 році Кан знявся в іншій драмі JTBC «Прогноз погоди й кохання» разом із Пак Мін Йон. 4 березня 2022 року Кан провів фан-зустріч, щоб поспілкуватися із своїми фанатами з усього світу в режимі реального часу через YouTube-канал «The Swoon», який присвячений контенту з Південної Кореї. У травні повідомлялося, що 12 червня 2022 року Кан мав провести фан-зустріч в YES24 Live Hall. У листопаді Сон підтвердив, що «2023 Song Kang Asia Fan Meeting Tour» відбудеться десь у 2023 році та пройде в шести країнах, починаючи з Сеула та продовжуючи в таких містах як Токіо, Джакарти, Куала-Лумпура, Сінгапуру та Бангкока
У 2023 році Сон Кан зіграв головну роль у серіалі від Netflix «Мій коханий демон». Партнеркою по серіалу стала Кім Ю Чон.

## Особисте життя
29 лютого 2024 компанія Namoo Actors повідомила, що Сон Кан буде зарахований до строкової служби 2 квітня

## Реклама
У 2020 році Сона було обрано послом південнокорейського косметичного бренду Banila Co..
З 2021 року італійський будинок люксової моди Prada оголосив, що Сон став послом бренду. У 2022 році він також став послом бренду Bobbi Brown Cosmetics в Азійсько-Тихоокеанському регіоні. У лютому 2022 року Сон був призначений глобальним послом Penshoppe.

## Фільмографія

### Фільми
| Рік  | Назва             | Роль       | Замітки | Прим.  |
| ---- | ----------------- | ---------- | ------- | ------ |
| 2018 | «Красивий вампір» | Лі Со Ньон |         | [ 10 ] |

### Телесеріали
| Рік       | Назва                             | Роль       | Замітки       | Мережа | Прим.  |
| --------- | --------------------------------- | ---------- | ------------- | ------ | ------ |
| 2017      | «Брехун і його коханка»           | Пек Чін У  |               | tvN    | [ 2 ]  |
| 2017–2018 | «Чоловік на кухні»                | Кім У Джу  |               | MBC    | [ 3 ]  |
| 2019      | «Торкнутися твого серця»          | Кур'єр     | Камео (с. 13) | tvN    | [ 40 ] |
| 2019      | «Коли диявол кличе тебе за ім'ям» | Лука       |               | tvN    | [ 11 ] |
| 2021      | «Навіллера»                       | Лі Чхе Рок | Головна роль  | tvN    | [ 23 ] |
| 2021      | «І все-таки»                      | Пак Че Он  | Головна роль  | JTBC   | [ 25 ] |
| 2022      | «Прогноз погоди й кохання»        | Лі Сі Ву   | Головна роль  | JTBC   | [ 27 ] |
| 2023-2024 | «Мій коханий демон»               | Чон Ку Вон | Головна роль  | SBS TV | [ 31 ] |

### Вебсеріали
| Рік         | Назва              | Роль        | Замітки    | Платформа | Прим.         |
| ----------- | ------------------ | ----------- | ---------- | --------- | ------------- |
| 2019–2021   | «Детектор кохання» | Хван Сун О  | Сезони 1–2 | Netflix   | [ 12 ]        |
| 2020–донині | «Милий дім»        | Чха Хьон Су | Сезони 1–3 | Netflix   | [ 18 ] [ 41 ] |

### Телевізійні шоу
| Рік       | Назва                     | Роль                       | Замітки    | Мережа | Прим. |
| --------- | ------------------------- | -------------------------- | ---------- | ------ | ----- |
| 2018      | «Inkigayo»                | Ведучий                    | С. 945—979 | SBS    | [ 7 ] |
| 2018–2019 | «Виживання у селі, вісім» | Учасник акторського складу |            | SBS    | [ 8 ] |

### Вебшоу
| Рік  | Назва              | Роль                       | Замітки          | Мережа | Прим.  |
| ---- | ------------------ | -------------------------- | ---------------- | ------ | ------ |
| 2018 | «Хто цей хлопчик?» | Учасник акторського складу | Studio Lulu Lala | JTBC   | [ 42 ] |

### Музичні відео
| Назва                                | Рік  | Виконавець | Прим.  |
| ------------------------------------ | ---- | ---------- | ------ |
| «Sweet Summer Night» (달콤한 여름밤) | 2017 | The Ade    | [ 4 ]  |
| «Love Story» (러브스토리)            | 2017 | Суран      | [ 5 ]  |
| «Call Me Back» (이 번호로 전화해줘)  | 2019 | Vibe       | [ 16 ] |

## Нагороди та номінації
| Церемонія нагородження              | Рік  | Категорія                                                       | Номінант(и)/робота(и)                 | Результат | Прим.         |
| ----------------------------------- | ---- | --------------------------------------------------------------- | ------------------------------------- | --------- | ------------- |
| Премія азійського контенту          | 2021 | Найкращий новий актор                                           | «Навіллера»                           | Номінація | [ 43 ] [ 44 ] |
| Премія азійського контенту          | 2021 | Нагорода ПАК за майстерність                                    | «Милий дім»                           | Перемога  | [ 45 ]        |
| Премія мистецтв Пексан              | 2021 | Найкращий акторський дебют — Телебачення                        | «Милий дім»                           | Номінація | [ 22 ]        |
| Премія лояльності клієнту до бренду | 2021 | Актор — висхідна зірка                                          | Сон Кан                               | Перемога  | [ 46 ]        |
| Премія «Бренд року»                 | 2021 | Актор висхідної зірки                                           | Сон Кан                               | Номінація | [ 47 ]        |
| Виставка корейської хвилі Newsis    | 2021 | Нагорода генерального директора Організації сеульського туризму | Сон Кан                               | Перемога  | [ 48 ]        |
| Розважальна премія SBS              | 2018 | Найкращий новий учасник                                         | «Виживання у селі, вісім», «Inkigayo» | Номінація | [ 9 ]         |
| Сеульська міжнародна премія драми   | 2021 | Видатний корейський актор                                       | «Милий дім»                           | Номінація | [ 49 ] [ 50 ] |
| Сеульська міжнародна премія драми   | 2021 | Персонаж року                                                   | «Милий дім»                           | Перемога  | [ 51 ]        |

### Рейтингові списки
| Видавець | Рік  | Назва списку                                                           | Місце | Прим.  |
| -------- | ---- | ---------------------------------------------------------------------- | ----- | ------ |
| «Сіне21» | 2021 | Нові актори, які очолять Корейську індустрію відеоконтенту у 2022 році | 5-е   | [ 52 ] |

## Виноски
1. ↑  Сон Кана згадано разом із Кім Сон Хо[en], Ві Ха Чжуном, Роуном, Пьон У Соком, Лі Чун Йоном[en]